# کالبدشناسی گیاه

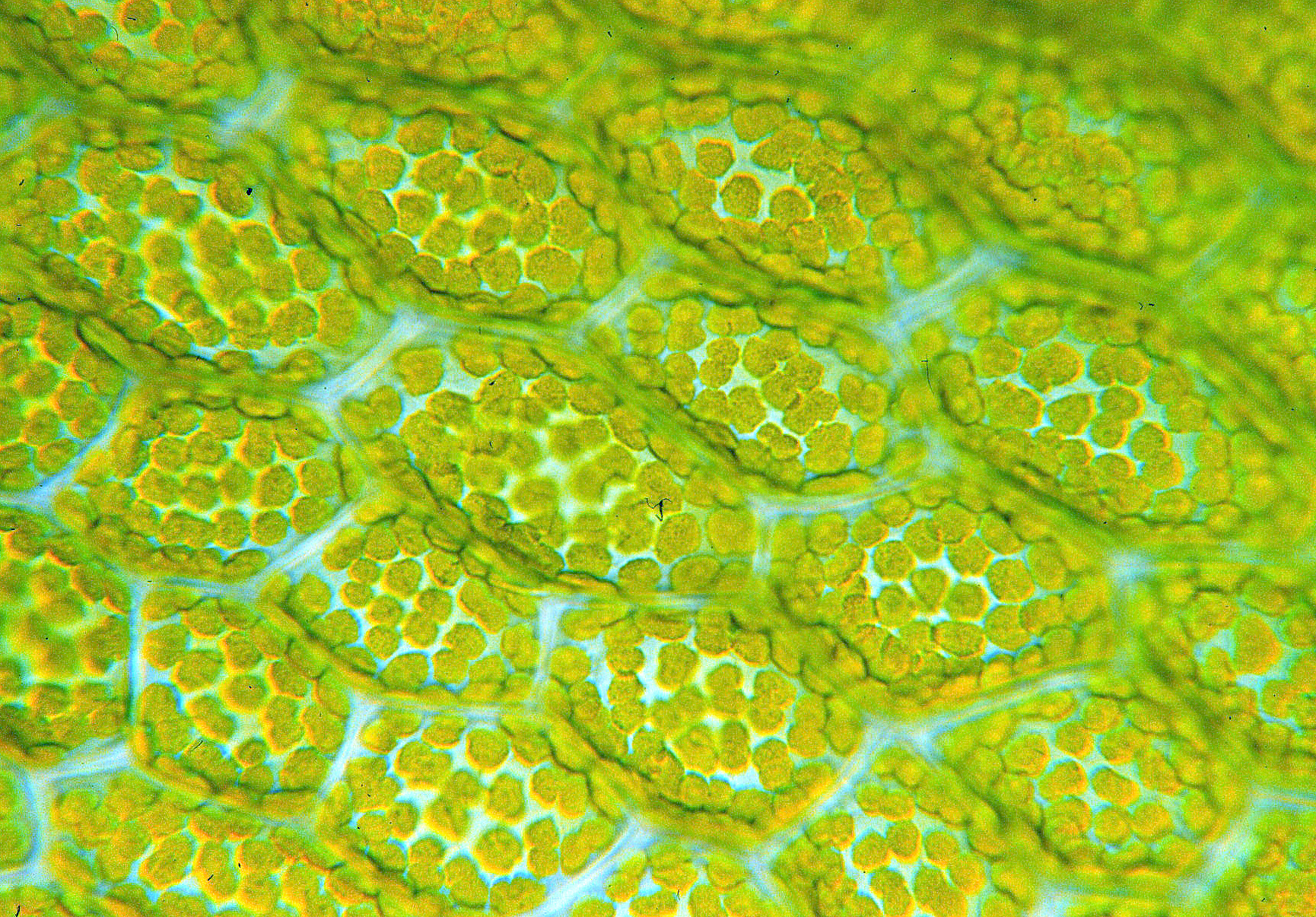
کلروپلاست‌ها در سلول‌های برگ خزه منیوم ستاره ای

این یک نمودار از کالبدشناسی یک گیاه با برچسب بخش‌های ساختاری گیاهان و ریشه‌ها است. ۱. سیستم جوانه‌زنی ۲. سیستم ریشه ۳. هیپوکوتیل ۴. جوانه پایانی ۵. پهنه برگ ۶. میانگره ۷. جوانه کناری ۸. دمبرگ ۹. ساقه ۱۰. گره ۱۱. بالاریشه ۱۲. موهای ریشه ۱۳. نوک ریشه ۱۴. کلاهک ریشه

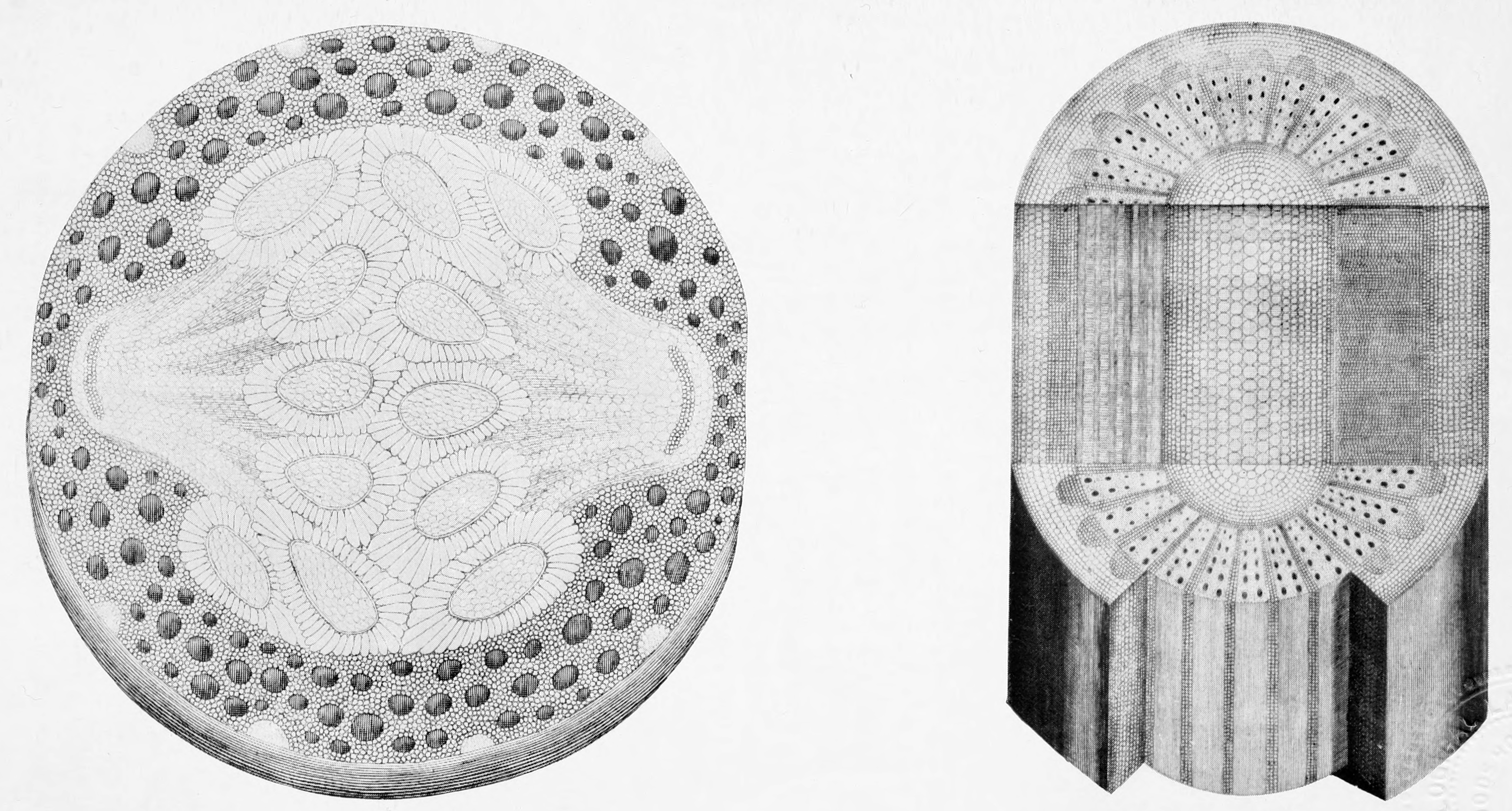
بافت آوندی یک انگور فرنگی (سمت چپ) و یک شاخه ویره انگور (راست) از آناتومی گیاهان گرو

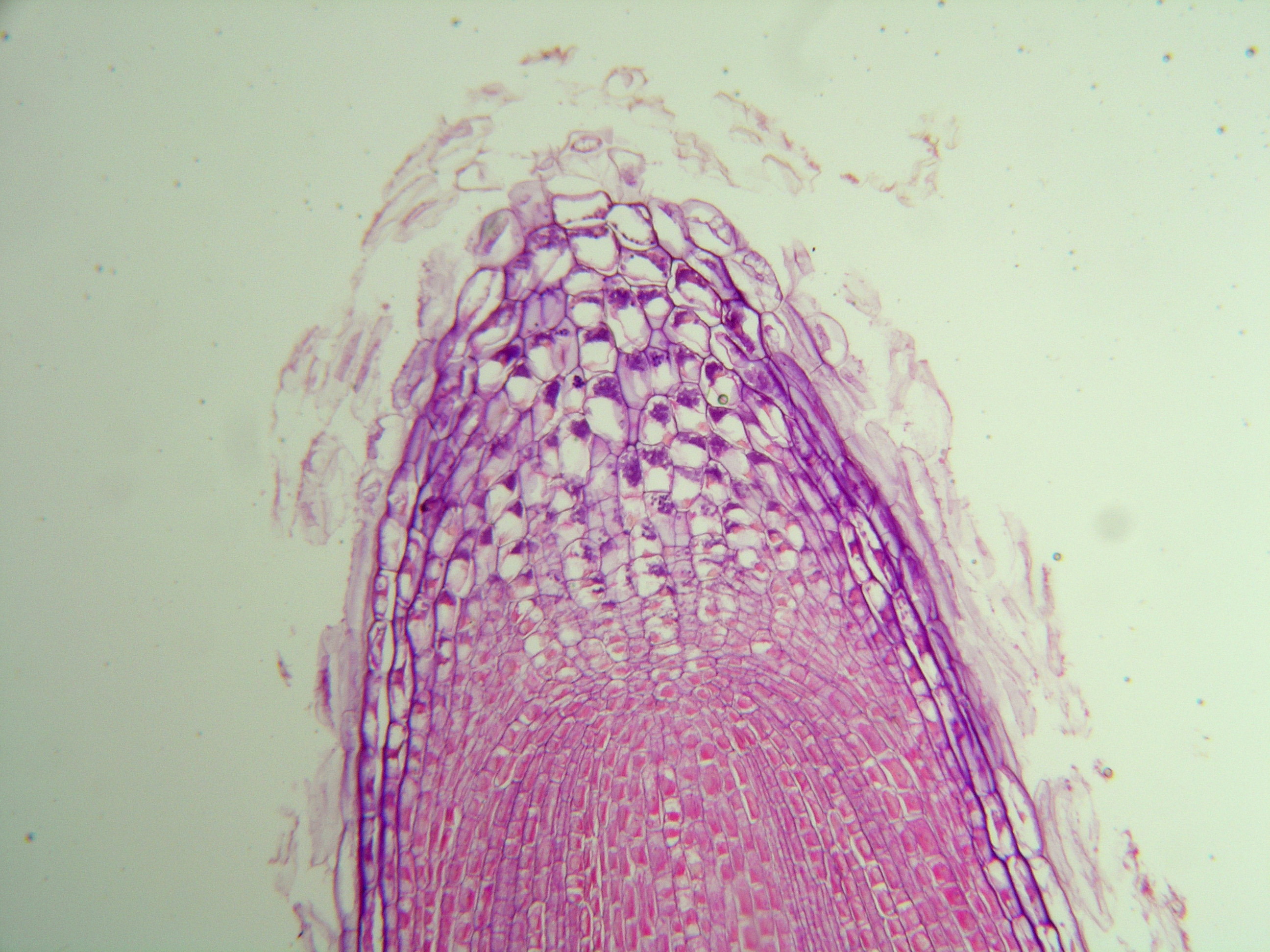
نوک ریشه

کالبدشناسی گیاهی (به انگلیسی: Plant anatomy) یا فیتوتومی (به انگلیسی: Phytotomy)، اصطلاح کلی برای مطالعه ساختار داخلی گیاهان است. در ابتدا شامل رخیت‌شناسی گیاهی، توصیف شکل فیزیکی و ساختار بیرونی گیاهان بود، اما از اواسط قرن بیستم، کالبدشناسی گیاه به عنوان یک زمینه جداگانه در نظر گرفته شد که تنها به ساختار داخلی گیاه اشاره دارد. کالبدشناسی گیاه در حال حاضر اغلب در سطح سلولی مورد بررسی قرار می‌گیرد و اغلب شامل برش دادن بافت‌ها و میکروسکوپ می‌شود.
کالبدشناسی گل، از جمله مطالعه کاسه گل، تاج گل، اندروسیوم و ژینوسیوم
کالبدشناسی برگ، از جمله مطالعه روپوست، روزنه هوایی و یاخته‌های Palisade
کالبدشناسی ساقه، شامل ساختار ساقه و بافت‌های آوندی، جوانه‌ها و نوک ساقه
کالبدشناسی میوه/دانه، از جمله ساختار تخمک، دانه، پریکارپ و میوه کاذب
کالبدشناسی چوب، شامل ساختار پوست، چوب پنبه، آوند چوبی، آوند آبکش، کامبیوم آوندی، چوب دل و یقه شاخه از چوب پنبه
کالبدشناسی ریشه، از جمله ساختار ریشه، نوک ریشه، اندودرم